# Боженко Олег Віталійович
Оле́г Віта́лійович Боже́нко (нар. 12 червня 1963, м. Миколаїв) — український політик, громадський діяч, директор (з 10.2005) ДП «Миколаївський регіональний центр стандартизації, метрології та сертифікації».

## Життєпис
Народився 12 червня 1963 в місті Миколаїв.
Закінчив навчання у:
- Миколаївському державному педагогічному інституті (1985—1990), факультет історії, спеціальність: вчитель історії та суспільствознавства.
- Національній юридичній академії України ім. Ярослава Мудрого (1994—1999), за спеціальністю: юрист;
- Українській академії державного управління при Президентові України (2000—2003), отримав науковий ступінь магістра державного управління.

### Хронологія кар'єри
- 08.1980-09.1981 старший піонервожатий, СШ № 33 місто Миколаєва.
- 11.1981-11.1983 — служба в армії, в Одесі.
- 11.1983-12.1985 — слюсар-ремонтник, Суднобудівного заводу «Океан», місто Миколаїв.
- 12.1985-04.1989 — секретар ком-ту комсомолу, викладач історії, СПТУ-23, СПТУ-1 місто Миколаєва.
- 04.1989-10.1990 — завідувач сектору Миколаївського обкому ЛКСМУ.
- 10.1990-10.1991 — 2-й секретар, 1-й секретар, Корабельний райкому ЛКСМУ місто Миколаєва.
- 10.1991-05.1994 — голова координаційної ради, Спілка молодіжних організацій Миколаївщини.
- 12.1999-2002 — начальник відділу правової роботи Головного управління нормативно-правового забезпечення, заступник начальника Управління кадрової політики та державної служби Міністерства транспорту України.
- 2002—2003 — начальник відділу кадрової та соціальної роботи Державного департаменту морського та річкового транспорту Міністерства транспорту України.
- 2004 — директор Департаменту контролю за обігом дорогоцінних металів та видавництвом цінних паперів Міністерства фінансів України.
- 2005 — заступник генерального директора ВАТ «Більшовик».

Володіє англійською мовою.
Захоплення: футбол, риболовля.

## Політична діяльність
Народний депутат України 2 скликання з 04.1994 (2-й тур) до 04.1998, Ленінський виборчого округу № 285, Миколаївської області, висунутий КПУ. Заступник голови Комітету з питань молоді, спорту і туризму. Член фракції Комуністичної Партії України.
Член КПУ (1986—1999), з 1994 — секретар, 1-й секретар ЦК ЛКСМУ, член ЦК КПУ, член бюра, член молодіжної комісії ЦК КПУ.
Член Спілки юристів України (з 1999).
Державний службовець 1-го рангу (2002).

## Родина
- Батько Віталій Олексійович (1939—2002);
- Мати Тамара Миколаївна (1937—1999);
- Дружина Валентина Миколаївна (1962) — головний спеціаліст Секретаріату КМ України;
- Донька Олена (1985) — декларант фірми «Меблеві технології»;
- Син Віталій (1987) — військовослужбовець.

## Джерело
- сайт ВРУ [Архівовано 13 листопада 2020 у Wayback Machine.]